# Bodtjärnen (Stuguns socken, Jämtland)
Bodtjärnen är en sjö i Ragunda kommun i Jämtland och ingår i Indalsälvens huvudavrinningsområde.